# Cavaliere di gran croce

Fascia da cavaliere di gran croce

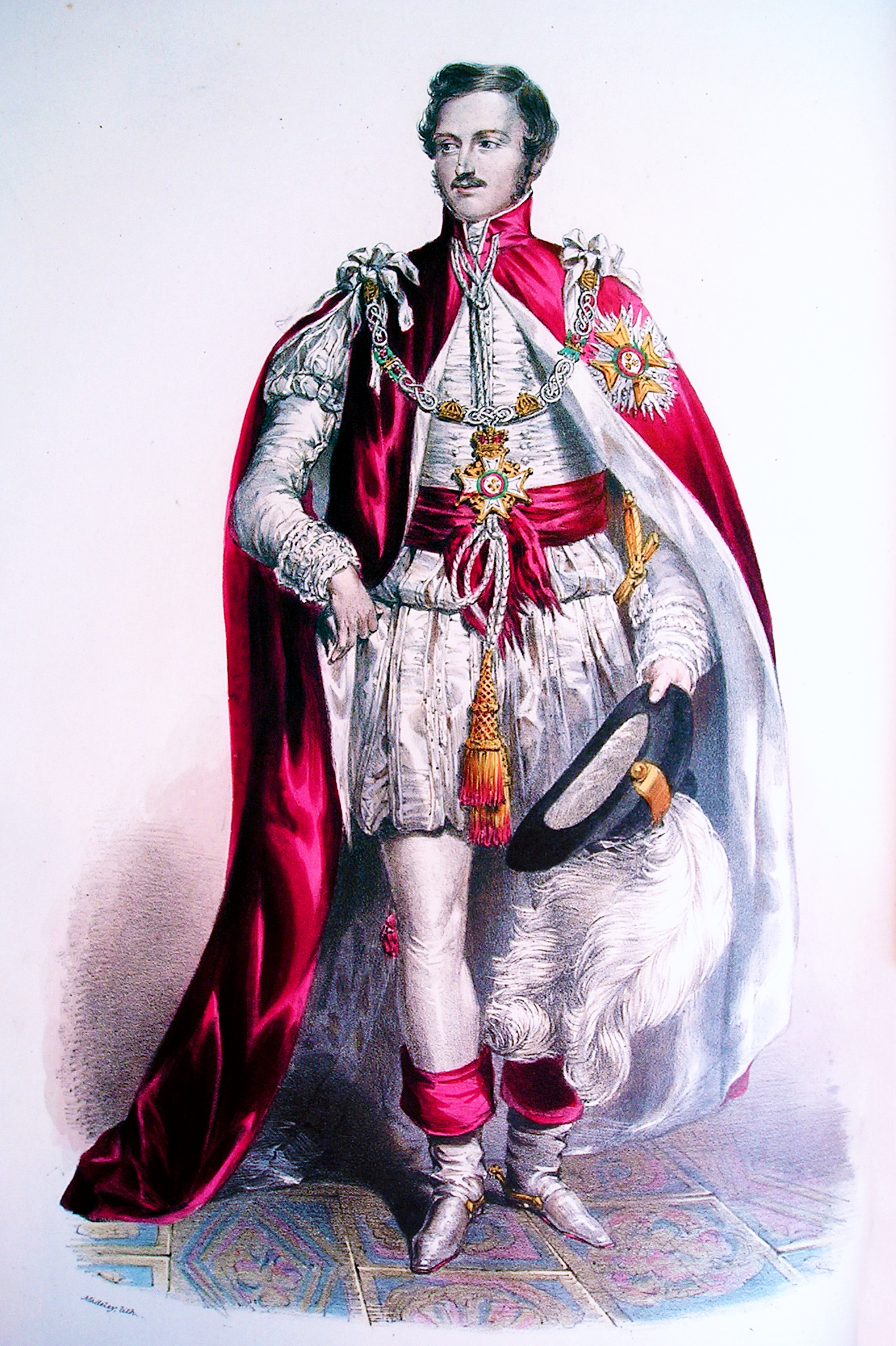
Tipico abito da cavaliere di gran croce dell'Ordine del Bagno

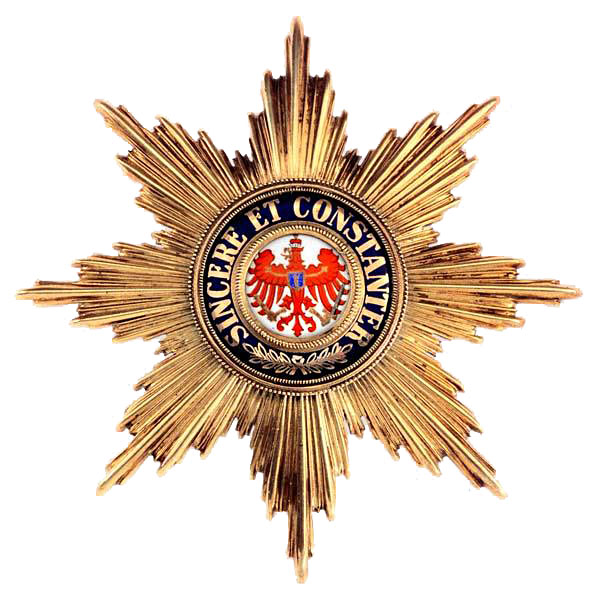
Placca di gran croce, insegna da petto dell'Ordine dell'Aquila Rossa

Il titolo di Cavaliere di Gran Croce è una onorificenza cavalleresca di altissimo rango.
Esso, nella scala dei gradi degli ordini cavallereschi e di merito, è superiore a quello di grande ufficiale ed è inferiore all'onorificenza di cavaliere di gran croce decorato di gran cordone, che però non è presente in tutti gli ordini cavallereschi esistenti.
Il grado di cavaliere di gran croce è il grado più elevato della classe dei "cavalieri" e differisce da quello di Gran Maestro dell'ordine, che detiene un apposito collare per il suo specifico e unico rango.

## Il titolo e le sue varie accezioni

### Francia
In Francia il titolo viene sovente indicato con l'appellativo di Grand-Croix e viene conferito in prevalenza solo in occasione della Legion d'onore, ordine cavalleresco creato da Napoleone Bonaparte, primo console della Prima Repubblica Francese, il 19 maggio 1802 e sopravvissuto sino a oggi come la massima onorificenza dello stato francese.

### Germania
In Germania il titolo di cavaliere di gran croce (Großkreuz), negli ordini antichi, poteva essere suddiviso in classi (es. Cavaliere di Gran Croce di I classe, Cavaliere di Gran Croce di II Classe) oppure poteva essere accompagnato dall'aggiunta di una placca da portarsi sul petto (es. cavaliere di gran croce con placca, cavaliere di gran croce).

### Italia
In Italia, il titolo di Cavaliere di Gran Croce ha di norma un solo grado ed è stato utilizzato come massima onorificenza in moltissimi ordini durante gli Stati preunitari, negli ordini cavallereschi del Regno d'Italia e anche in quelli della Repubblica.

## Insegne
Gli insigniti della Gran Croce di un ordine cavalleresco, solitamente, indossano l'onorificenza come segue:
- La medaglia viene portata appesa ad una fascia trasversale al corpo dell'insignito (dalla spalla destra al fianco sinistro o viceversa a seconda degli statuti dei diversi ordini) che ha i colori specifici di quell'ordine ed una larghezza definita dai medesimi statuti, terminante con un fiocco. Sul petto (a destra o sinistra a seconda dei casi) viene portata solitamente una placca in argento da appuntarsi a foggia di spilla che viene solitamente realizzata in argento o talvolta si presenta in oro o pietre preziose.